# 泰皮昆卡山
14°16′37″S 69°49′38″W / 14.27694°S 69.82722°W
泰皮昆卡山（Taypi Kunka），是秘魯的山峰，位於該國東南部普諾大區，由卡拉瓦亞省的克魯塞羅區負責管轄，屬於安地斯山脈的一部分，海拔高度4,800米。